# Lobonyx gracilis
Lobonyx gracilis is een keversoort uit de familie Prionoceridae. De wetenschappelijke naam van de soort is voor het eerst geldig gepubliceerd in 1872 door Reitter.